# Kelkheim (Taunus)
Kelkheim (Taunus) (en allemand : /ˈkɛlkˌhaɪ̯m/ ) est une municipalité allemande située dans le land de la Hesse et l'arrondissement de Main-Taunus.

## Géographie

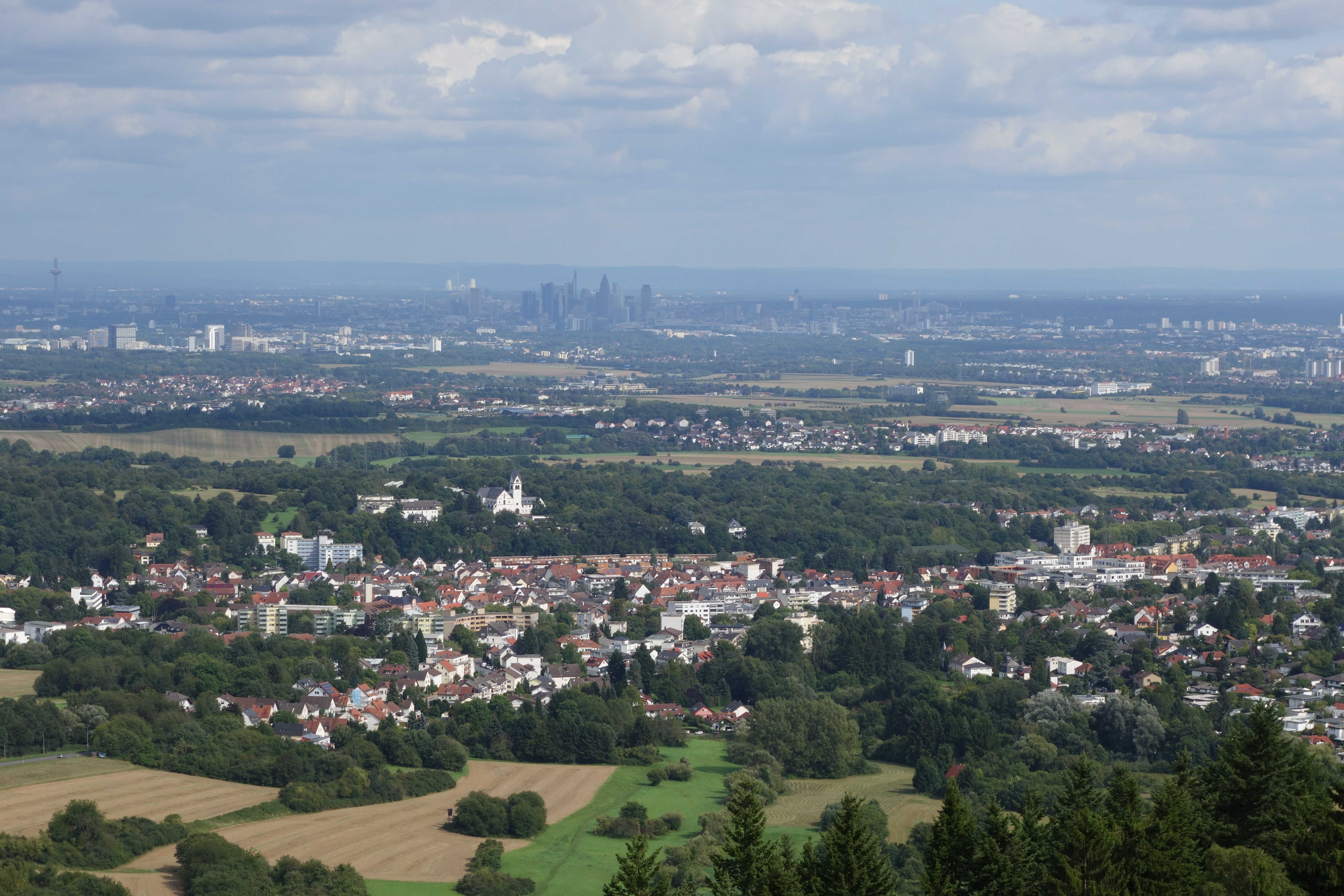
Kelkheim d'en haut

Kelkheim est situé au nord ouest de Francfort-sur-le-Main, le cœur de la ville étant à environ 10 km au nord du quartier de Unterliederbach mais les deux villes sont néanmoins limitrophes. Les autres communes voisines sont Hofheim am Taunus, Eppstein, Glashütten, Königstein im Taunus, Bad Soden am Taunus et Liederbach am Taunus.
Le territoire de la commune se trouve à une altitude comprise entre 122 m et 563 m avec le massif montagneux du Taunus.
La ville se décompose en six quartiers : Kelkheim, Münster, Hornau, Fischbach, Ruppertshain et Eppenhain. Les cinq derniers quartiers ont été progressivement incorporés à Kelkheim, tout d'abord Münster et Hornau en 1938 puis Fischbach, Rupertshain et Eppenhain en 1977.

## Histoire
| Appartenances historiques Électorat de Mayence 1581-1803 Nassau-Usingen 1803-1806 Duché de Nassau 1806-1866 Royaume de Prusse (Province de Hesse-Nassau) 1866-1918 République de Weimar 1918-1933 Reich allemand 1933-1945 Allemagne occupée 1945-1949 Allemagne 1949-présent |

## Personnalités liées à la ville
- Hans Christoph Ernst von Gagern (1766-1852), homme politique mort à Hornau.

## Jumelages
La ville de Kelkheim (Taunus) est jumelée avec :
- Saint-Fons (France) depuis le 25 septembre 1971
- High Wycombe (Royaume-Uni) depuis le 26 octobre 1985